# مانی جعفرزاده
مانی جعفرزاده (زادهٔ ۱ تیر ۱۳۵۷) موسیقی‌دان، آهنگساز، نویسنده و منتقد اهل ایران است.

## زندگی هنری
مانی جعفرزاده ۱ تیر سال ۱۳۵۷ در تهران متولد شد. از جمله استادان او در زمینه موسیقی می‌توان به وارطان ساهاکیان، فرهاد فخرالدینی، شاهین فرهت، شریف لطفی و احمد پژمان اشاره نمود. او همچنین دوره تاریخ هنر را نزد آیدین آغداشلو طی کرده‌است و در حیطه ادبیات از جلسه‌های کارگاه شعر و قصهٔ رضا براهنی بهره برده‌است. وی دارای رساله‌ای در فلسفه هنر و زیبایی‌شناسی با موضوع «حاشیه‌ای بر فرهنگ شنیداری معاصر ایران - معرفی جریان‌های اصلی موسیقی ایران از مشروطه تا انقلاب اسلامی و مقایسه تطبیقی آن‌ها» می‌باشد. در اردیبهشت سال ۱۳۸۹ برنامه ای تحت عنوان «مرور برآثار موسیقایی (غیر سینمایی) مانی جعفرزاده» در دانشکده هنر و معماری دانشگاه آزاد اسلامی برگزار شد.

## فعالیت‌های هنری و پژوهشی
- عضویت در کانون آهنگسازان سینمای ایران،[۴] تدریس در کنسرواتوار تهران (۱۳۸۵–۱۳۸۷)، دانشکده هنرهای زیبا دانشگاه تهران و دانشگاه آزاد اسلامی،[۵] نویسندگی و نقد هنری در مطبوعات و نشریات الکترونیک،[۶][۷][۸] اجرای پرفورمنس «کِیج یا شوئنبرگ؟ مسئله این نیست، پرسش این است»، گالری ایست تهران(۱۳۹۱)،[۹] آهنگسازی، نویسندگی و اجراگردانی مجموعهٔ «صدای مناظر مخدوش» در تالار رودکی تهران (دی سال ۱۳۹۲)،[۱۰][۱۱] انتشار آلبوم موسیقی و کتاب،[۱۲] بنیانگذار و عضو گروه فلسفه «روز چهارم» (زیبایی‌شناسی و پژوهش در فلسفه و تاریخ هنر با حضور نوازندگان ارکستر سمفونیک و دانش جویان موسیقی)،[۱۳] ساخت موسیقی فیلم، عضو هیئت داوران هجدهمین و نوزدهمین جشن سینمای ایران[۱۴]

## آثار موسیقی
- «بچه‌های زمانه افسوس» برای ارکستر سمفونیک و گروه کر (۱۳۸۳)[۱۵][۱۶]
- «سال‌های آتش و برف»، برای ارکستر سمفونیک (۱۳۸۴)
- «چهار تابلو از یک منظره»، کوارتت برای کلارینت سی بمل، ۲ ویلن و ویلنسل (۱۳۸۶)
- «سه تابلو از یک منظرهٔ دیگر» کوارتت زهی (۱۳۸۶)
- «چهار تابلو از یک منظرهٔ دیگرتر»، کوارتت برای ۲ کلارینت و ۲ ویلن (۱۳۸۷)
- «منظره بدون قاب» کوارتت برای ۴ ویلن (۱۳۸۹)
- «قاب خالی بدون منظره» کوارتت سکوت (۱۳۸۹)
- «همپای باده نوشان» (۱۳۸۷)
- کنسرتو برای سه تار و ارکستر زهی
- فانتزی برای تار و ارکستر (۱۳۸۹) تقدیم به «کیوان ساکت» - اجرا ارکستر سمفونیک بوخوم (آلمان)
- «محاسبه ساحت مستور» ۱۲ دوئت برای ترکیب‌های سازی متفاوت (۱۳۹۰)
- «آوازهای توی سیاهی» کوارتت زهی - اجرا توسط کوارتت زهیِ «ویندرمر»، تورنتو، کانادا. (۱۳۹۴)[۱۷]

## موسیقی فیلم و سریال
- سریال تلویزیونی قاب خاطره (مجموعه تلویزیونی)، کارگردان: حجت ذیجودی - (۱۳۹۳)[۱۸]
- سریال تلویزیونی پشت کوه‌های بلند، کارگردان: امرالله احمدجو - (۱۳۹۱)[۱۹]
- فیلم کوتاه توقف در لاس‌وگاس، کارگردان: اسماعیل میهن‌دوست - (۱۳۹۱)[۲۰]
- تله فیلم ماه در سایه، کارگردان: سعید ابراهیمی‌فر - (۱۳۹۰)[۲۱]
- تله فیلم «دوراهی بارانی»، کارگردان: محمد قاسمی - (۱۳۸۹)[۲۲]
- تله فیلم «یک تیر و دو نشان»، کارگردان: اسماعیل میهن دوست - (۱۳۸۹)[۲۳]
- تله فیلم «دشمنان صمیمی»، کارگردان: اسماعیل میهن دوست - (۱۳۸۹)[۲۴]
- تله فیلم آتش زیر خاکستر، کارگردان: کاوه سجادی حسینی - (۱۳۸۹)[۲۵]
- تله فیلم ساعت گیج زمان (فیلم)، کارگردان: فرزاد مؤتمن - (۱۳۸۹)[۲۶]
- تله فیلم «دماغ» کارگردان: فرزاد مؤتمن - (۱۳۸۷)[۲۷]
- تله فیلم غبار عشق، کارگردان: حسینعلی لیالستانی - (۱۳۸۸)[۲۸]
- تله فیلم راه، کارگردان: کاوه سجادی حسینی - (۱۳۸۸)[۲۹]
- تله فیلم آوای گمشده، کارگردان: سعید ابراهیمی‌فر - (۱۳۸۸)[۳۰]
- تله فیلم ایران بیست سال بعد، کارگردان: سعید ابراهیمی‌فر - (۱۳۸۸)[۳۱]
- سریال تلویزیونی خواستگاران، کارگردان: گلاب آدینه - (۱۳۸۶)[۳۲]
- تله فیلم رؤیای رنگین‌کمان، کارگردان: علی خودسیانی -(۱۳۸۵)[۳۳]

## آلبوم‌ها
- آلبوم صدای مناظر مخدوش (آهنگساز و نویسنده)، موسیقی و داستان برای چهار نوازنده (ویلن، کلارینت، ویولا، ویلنسل) و دو راوی به همراه پارتیتور و با صدای رؤیا تیموریان و پریوش نظریه. نشر خانه هنر خرد

(نامزد بهترین آلبوم موسیقی سال در بخش مدرن، ملل و کلاسیک در سومین دوره جشنواره موسیقی ما ۱۳۹۴)
- آلبوم پنهان در غبار (به عنوان تنظیم‌کننده) آهنگساز: جواد لشگری. خواننده: بهرام سارنگ. نشر نغمه‌نگار (۱۳۸۷)[۳۸]
- آلبوم رد انگشتان من (به عنوان یکی از آهنگسازان) مجموعه نواخته‌های علی جعفری پویان در موسیقی فیلم‌های سینمای ایران. نشر آواخورشید (۱۳۹۲)
- آلبوم دَه تصنیف (به عنوان یکی از شاعران) آهنگساز: نگار خارکن. نشر نغمه ساز آواز (۱۳۹۴)
- آلبوم دیوِرْتیمِنْتوُ (به عنوان ناظر ضبط موسیقی) آهنگساز: احمد پژمان. نشر خانه هنر خرد (۱۳۹۵)[۳۹]

## رسانه و مطبوعات
- نگارش یادداشت برای مطبوعات، مقاله‌های تخصصی، مدخل‌های دانشنامه‌ای و سخنرانی در همایش‌های فرهنگی، هنری.[۴۰][۴۱]
- نویسنده، مجری و کارشناس در برنامه‌های تخصّصی رادیویی و تلویزیونی با موضوع موسیقی و فرهنگ عمومی. این برنامه‌ها از شبکه‌های رادیو ایران، رادیو فرهنگ، رادیو نمایش، شبکهٔ رادیویی صدای آشنا و شبکه چهار سیما پخش شده‌است.[نیازمند منبع]
- دبیر اجرایی و همچنین دبیر بخش موسیقی مجله اینترنتی انگار.[۴۲]